# Koen Milis
Koen Milis (1971) is de directeur-generaal luchtvaart bij de Federale Overheidsdienst Mobiliteit en Vervoer in België. Hij is tevens president van de raad van bestuur bij het Europees Agentschap voor de veiligheid van de luchtvaart.